# Altura (kommun i Spanien, Valencia, Província de Castelló, lat 39,83, long -0,56)
Altura är en kommun i Spanien.   Den ligger i provinsen Província de Castelló och regionen Valencia, i den östra delen av landet, 280 km öster om huvudstaden Madrid. Antalet invånare är 3 866.